# Razzmatazz B-Sides
『Razzmatazz B-Sides』（ラズマタズ・ビーサイズ）は、アメリカ合衆国のインディー・ポップ・バンドであるアイ・ドント・ノウ・ハウ・バット・ゼイ・ファウンド・ミーの3作目のEP。2021年のレコード・ストア・デイ（6月12日）にフィアレス・レコードから発売された本作には、前年に発売されたデビュー・スタジオ・アルバム『Razzmatazz』からの先行シングルである「リーヴ・ミー・アローン」のほか、過去にライブでのみ披露された楽曲や既発曲の別バージョンやデモ音源などの全6曲が収録された。

## 背景
2017年8月18日、アイ・ドント・ノウ・ハウ・バット・ゼイ・ファウンド・ミーはデビュー・シングルとして「Modern Day Cain」を発売した。この楽曲はフロントマンでベーシストのダロン・ウィークスとライアン・シーマンの2人で制作された。当時ウィークスはパニック!アット・ザ・ディスコのツアー・メンバーとしても活動していたが、同年12月にプロジェクトに専念するために別離することを発表した。また同年のライブでは、「Mx. Sinister」が初披露となった。
2018年11月9日にデビューEP『1981 Extended Play』を発売。翌年には初のヘッドライニング・ツアーが開催され、数公演のチケットは完売した。この時点で発表された曲数は1時間の公演を行うためにじゅうぶんな数ではなかったものの、セットリストにはウィークスのかつてのバンドであるザ・ブロベックスの楽曲や、ベックの「Debra」をはじめとしたカバー曲などが取り入れられた。

## 制作
「Mx.Sinister」は、ウィークスがあるホラー映画の監督のインタビューに触発された楽曲で、聴き手に不気味な印象を与えるために代名詞を省いた曖昧な歌詞になっている。活動初期のライブから演奏されていながら長らく未発表であった楽曲で、これについてウィークスは曲をさらに発展することにつながったと述べた。『All Music Magazine』のデッシュ・カプールは、本作の特徴として「歪めたベース音、夢見ごこちのシンセのメロディー、壮大なコーラス」を挙げた。新しい曲づくりのメソッドを確立させた後、ウィークスは「Modern Day Cain」がパニック!アット・ザ・ディスコ時代の自身の作品と似ているため、「現在の自分からかけ離れている」と感じ、「スロー・ジャム」のアレンジを制作するに至った。このアレンジは2020年5月11日にYouTube上で初公開となった。
アイ・ドント・ノウ・ハウ・バット・ゼイ・ファウンド・ミーの結成後、ウィークスはシーマンと「From the Gallows」のコンセプトを共有した。2人は1976年に公開の映画『2300年未来への旅』や、必要最低限のピアノの伴奏とバーバーショップ・ハーモニーに注力したインク・スポッツに触発されて同曲を制作した。2人からデモ音源を受け取ったプロデューサーのティム・バグノッタは曲の再構成を提案。完成した同曲はローレンス・ウェルクを連想させるアレンジとなり、2020年に発売のデビュー・スタジオ・アルバム『Razzmatazz』に収録された。
2020年、「リーヴ・ミー・アローン」がアルバム『Razzmatazz』からの先行シングルとして発売された。同曲は複数のテレビ番組で演奏されたことに加え、ピアノバージョンが制作された。このピアノバージョンは2021年1月22日にプロモーション・シングルとして発売された。「Debra」は前述のとおりかねてよりライブで演奏されていたベックのカバー曲で、スタジオで録音された音源が2月25日にシングルとして発売された。このカバー版は、ベックによる原曲に忠実なファンク調になっており、ウィークスはファルセットで歌っている。シングル発売の翌週にはミュージック・ビデオが公開された。

## 発売
2021年4月7日、同年のレコード・ストア・デイの一環で『Razzmatazz B-Sides』を発売することが発表される。本作は10インチのピクチャーディスクとして2,000部限定での発売となった。本作の発売に先駆け、6月11日に「Mx. Sinister」がシングルとして発売された。
11月19日には『Razzmatazz』のデラックス・エディションが配信限定で発売され、本作に収録の「Modern Day Cain (Slow Jam Version)」や「From the Gallows (Demo)」を含むボーナス・トラックが追加収録された。

## 収録曲
| #         | タイトル                              | 作詞・作曲         | プロデューサー     | 時間 |
| --------- | ------------------------------------- | ------------------ | ------------------ | ---- |
| 1.        | 「Mx. Sinister」                      | ダロン・ウィークス | ダロン・ウィークス | 3:02 |
| 2.        | 「Modern Day Cain」(Slow Jam Version) | ダロン・ウィークス | ダロン・ウィークス | 2:58 |
| 3.        | 「Leave Me Alone」                    | ダロン・ウィークス | ティム・バグノッタ | 3:44 |
| 合計時間: | 合計時間:                             | 合計時間:          | 合計時間:          | 9:44 |

| #         | タイトル                          | 作詞・作曲                                                          | プロデューサー     | 時間  |
| --------- | --------------------------------- | ------------------------------------------------------------------- | ------------------ | ----- |
| 1.        | 「Debra」                         | ベック・ハンセン エド・グリーン ジョン・キング マイケル・シンプソン | ダロン・ウィークス | 4:36  |
| 2.        | 「From the Gallows」(Demo)        | ダロン・ウィークス                                                  | ダロン・ウィークス | 2:31  |
| 3.        | 「Leave Me Alone」(Piano Version) | ダロン・ウィークス                                                  | ダロン・ウィークス | 3:32  |
| 合計時間: | 合計時間:                         | 合計時間:                                                           | 合計時間:          | 10:39 |

## クレジット
※出典
アイ・ドント・ノウ・ハウ・バット・ゼイ・ファウンド・ミー
- ダロン・ウィークス – ボーカル（全曲）、ベースギター（A1 - B1）、キーボード（A1, A2, B1）、ピアノ（A2, B3）、グロッケンシュピール（A2）、シンセサイザー（A3）、プログラミング（A1, B1）、プロデューサー（A1, A2, B1 - B3）、レコーディング・エンジニア（A1, A2, B1 - B3）、ミキシング・エンジニア（A1, A2, B2, B3）
- ライアン・シーマン – ドラム（A1 - B2）、パーカッション（A2）

外部ミュージシャン
- イアン・ウォルシュ – ギター（A3）
- マイケル・ロス – ギター（B1）
- マット・アップルトン – ホーン（B1）
- ミラン・ヴラッチ – バックグラウンド・ボーカル（B2）
- ダグ・ケッシンジャー – バックグラウンド・ボーカル（B2）
- ワイアット・ウェイクフィールド – ピアノ（B2）
- ジェームズ・ガヤルド – ダブルベース（B2）
- ピート・シュローダー3世 – スポークン・ワード（B2）

制作
- ミシェル・マンチーニ – マスタリング・エンジニア（A1, A2, B1 - B3）
- ティム・バグノッタ – プロデューサー、レコーディング・エンジニア（A3）
- ブライアン・フィリップス – レコーディング・エンジニア（A3）
- ジェド・ジョーンズ – エンジニア（A1, B1）
- タイラー・テデスキ – エンジニア（B2）

## チャート成績
| チャート (2021年)                      | 最高位 |
| -------------------------------------- | ------ |
| UK Independent Album Breakers (OCC)    | 20     |
| US Top Current Album Sales (Billboard) | 91     |